# Havutlu, Tut
Havutlu là một xã thuộc huyện Tut, tỉnh Adıyaman, Thổ Nhĩ Kỳ. Dân số thời điểm năm 2011 là 335 người.